# A Child's Adventure
A Child's Adventure è un album in studio della cantante britannica Marianne Faithfull, pubblicato nel 1983.

## Tracce
1. Times Square – 4:22 (Barry Reynolds)
2. The Blue Millionaire – 5:35 (Wally Badarou, Marianne Faithfull,  Reynolds)
3. Falling from Grace – 3:56 (Ben Brierley, Faithfull)
4. Morning Come – 5:16 (Badarou, Faithfull)
5. Ashes in My Hand – 4:51 (Faithfull, Reynolds)
6. Running for Our Lives – 4:48 (Badarou, Faithfull, Reynolds)
7. Ireland – 4:37 (Faithfull, Reynolds)
8. She's Got a Problem – 3:55 (Caroline Blackwood, Brierley)

## Formazione
- Marianne Faithfull – voce
- Barry Reynolds – voce, chitarra
- Ben Brierley – voce, chitarra
- Wally Badarou – voce, tastiera
- Mikey Chung – chitarra
- Fernando Saunders – basso
- Terry Stannard – batteria
- Rafael de Jesus – percussioni